# عنوان الشرف الوافي
كتاب عنوان الشرف الوافي في الفقه والعروض والتاريخ والنحو والقوافي هو كتاب يتضمن خمسة علوم يقدمها بأسلوب فريد، مؤلفه إسماعيل بن أبي بكر المعروف بـابن المقري، وقد فرغ من تأليفه سنة (804هـ- 1401م)

## عنوان الشرف الوافي
عمل مجد الدين الفيروز آبادي للسلطان الأشرف كتاباً أول كل سطر منه ألف فاستعظمه السلطان، فعمل ابن المقري كتابه: عنوان الشرف الوافي في الفقه والتاريخ والنحو والعروض والقوافي، فبهر به علماء عصره، قال السخاوي: "لم يتم الكتاب في حياة الأشرف فقدمه لولده الناصر فوقع عنده بل عند سائر علماء عصره ببلده وغيرها موقعاً عظيماً وأعجبوا به.
ألف ابن المقري كتابه: عنوان الشرف الوافي في علم الفقه والتاريخ والنحو والعروض والقوافي، ومقارنته بما قدمه الفيروز آبادي، تعكس المنافسة الإبداعية التي كان يهتم بها الملك الأشرف، لكن ابن المقري عندما فرغ من تأليف كتابه هذا، وكان يريد تقديمه للملك الأشرف؛ تفاجأ بموت الملك الأشرف، فلم يتحقق له ما أراد، فقدمه لولده الناصر. ذكر بعض المؤرخين بأن ابن المقري أراد من ذلك الحصول على منصب قاضي الأقضية بعد وفاة المجد الفيروز أبادي فلم يتحقق له ذلك بموت الملك الأشرف، وهذا قد يكون صحيحا، لكن ليس هناك ما يدل على أن ابن المقري طلب لنفسه هذا المنصب فلم يحصل عليه، بل المعروف بـأنه كان مشتغلا بالتدريس والتأليف.

## صفة الكتاب
كتاب عنوان الشرف الوافي في الفقه والتاريخ والنحو والعروض والقوافي، جمع فيه خمسة علوم، إذا قرئ على حسب سياق السطور فهو علم الفقه، وإذا قرئ أوائل السطور عموديا؛ فهو علم العروض، وإذا قرئ من آخرها عموديا؛ فهو علم القوافي، وإذا قرئ العمود الأول الذي يخترق الصفحة؛ فهو تاريخ الدولة الرسولية، والعمود الثاني علم النحو.
فقد جعل ثلاثة علوم منه تتقاطع فلا يختل معنى كل علم بهذا التقاطع، وهي الفقه، والتاريخ، والنحو، وأما علم العروض؛ فقد بدأ بكل سطر منه بالحرف الذي يبدأ به السطر في علم الفقه، والتزم في علم القوافي بأن يبدأ كل سطر منه بالحرف الذي يبدأ به السطر في علم الفقه.
وقد وصفه إبراهيم الإخفاقي بقوله -وكذا نقل ابن العماد الحنبلي عن بعضهم هذا القول- :
وذكر حاجي خليفة فقال:
عنوان الشرف كِتابٌ بديع الوصف في مجلَّدٍ صغير أوله:
((الحمد لله أول الحمد ومستحقه الخ...)) وذكر السخاوي أن سبب تأليفهِ لهذا الكتاب أنَّهُ كان يطمع في تولي قضاء الأقضية بعد المجد الشيرازي - صاحب القاموس المُحيط- ويتحامل عليه، بحيث أن المجد عَمِلَ للسُلطانِ الأشرف الثاني (إسماعيل العباس) - صاحب اليمن- كتاباً أول سطرٍ منه «ألف» فاستعظمه السلطان. فعمل ابن المقرئ للأشرف كتابهُ هذا، والتزم أن يخرج من أوله وآخره ووسطه علوماً غير الفقه الذي وضع الكتاب له، لكنه لم يُتمَّ في حياة الأشرف، فقدمه لولده الناصر، فوقع عنده وعند علماء عصره ببلده موقعاً عجيباً، وهو مشتمل مع الفقه على عروض وتاريخ ونحو وقواف
وفي المنهل: لم يسبق إليه مثله، يحتوي على فنونٍ خمسة من العلوم فأول السطور بالحمرة «عروض» وما هو بعده بالحمرة أيضاً: «تاريخ دولة بني رسول» وما هو بين التاريخ وأواخر السطور بالحمرة: «نحو» وأواخر السطور «قواف».
ذكر القاضي الأكوع أن هذا النوع من التأليف قد اشتهر في اليمن فألف ابن المظفر كتاب: (البرهان الكافي في عشرين علماً) وألف القاضي السانة: الإعلام بنعم الله الواهب الكريم) وألف البجلي: (برهان البرهان)
قال السيوطي في ترجمة ابن المقري: "وقد عملت كتاباً على هذا النحو في كراسة في يوم واحد وأنا بمكة المشرفة، وسميته: (النفحة المسكية والتحفة المكية).
وقد أوفى ابن المقري على الفراغ من مؤلفه في اليوم التالي من شهر المحرم أحد أشهر سنة أربع وثمانمائة للهجرة في مدينة تعز المحروسة.

## محتوى الكتاب[7]
يتضمن الكتاب خمسة أنواع من فنون العلم هي:
1. مولفٌ في علم الفقه على مذهب الإمام الشافعي.
2. رسالةٌ موجزةٌ في علم العروض، ومطلعها: «أمر بتأليف هذا الكتاب وجمعه مولانا السلطان الملك الأشرف إسماعيل بن العباس -أدام الله أيامه- الخ...» وهذه الرسالة يتألف نصُّها من الحروف الأولى التي تبتدأ منها سطور المجمع الفقهي -متن الكتاب الأساسي- ويجمع هذه الحروف ويميزها جدولٌ عمودي يُميَّز بلونٍ أخضرٍ فاتح.
3. رسالةٌ موجزةٌ في التاريخ وأولها: «الحمدلله حق حمده، وصلى الله على محمد وآله، وبعد: فهذه نُبذةٌ جمعها وطرفةٌ اخترعها مؤرخا دولة أئمة الزمن وعظماء ملوكِ الشام واليمن بني الرسول أفضل ملوكِ الأرض الخ...» وقد تناول ابن المقري في رسالته هذه الدولة الرسولية منذ تأسيسها وابتداء حكمهم سنة (626 هـ - 1229 م) إلى فترة الانتهاء من تأليف الكتاب سنة (804 هـ - 1401 م). وتستخرج هذه الرسالة من وسط السطور ويحددها جدولٌ عمودي ملونٌ بلون أصفر موازٍ لأوائل السطور، وقوام كل سطر في هذا الجدول كلمة أو كلمتين أو بضع كلمة أو حرف ويُجمع الكلام بعضه إلى بعض تنتظم فيه الرسالة.
4. رسالةٌ في علم النحو كثيرةُ الإيجاز على نمط الخلاصات الدرسية، وقد ذيل المؤلف هذه الرسالة بالترجمة عن نفسه والتحدث عمَّا لاقاه من ملوك عصره - الأشرف الثاني إسماعيل، والناصر أحمد- وأول هذه الرسالة: «بحمد الله استفتح، والصلاة على رسوله محمد وبعد فأقول: الكلام ثلاثة أشياء فهو اسمٌ وفعلٌ وحرفٌ الخ...» وهذه الرسالة كسابقتها تستخرج من جدولٍ عموديٍ ملونٍ بلونٍ برتقاليّ موازٍ لأواخر السطور.
5. رسالةٌ موجزةٌ في علوم القافية وهي تبتدأ بقوله: «الحمدلله الذي علَّم الإنسان مالم يعلم، وهدانا للتي هي أقوم من سنة محمد صلى الله عليه وسلم، وبعد: الخ...» ومبنى هذه الرسالة ينتظم من الحروف التي تقع في نهاياتِ سطور المجموع الفقهي ويجمعها جدولٌ عموديٌ ملونٌ بلونٍ أصفرَ غامقٍ يُميَّزها عما سواها.

### صياغة الكتاب
ذكر ابن المقري في كتابه: أنه أتى به على غير مثال سابق، حيث قدم بذلك ابتكار جديدا في تصنيف الكتب، وهذا الكتاب مؤلف في جزء واحد، يتضمن خمسة أنواع من العلوم، بصيغة مختصرة، أولها: الفقه، حيث وضعه مؤلفه على نسق صياغة الكتب، أي: (بالطريقة التقليدية)، وإذا قرئ الكتاب بوضعه المعتاد في قرآءة الكتب بداية؛ فهو مختصر في علم الفقه، وعند مراعاة الأعمدة التي وضعت في نفس الكتاب بشكل ملون: يمكن قراءة الأنواع الأخرى من العلوم، فالأعمدة هي عبارة عن تقاطع الحروف أو الكلمات في الكتاب الذي هو أصلا في الفقه، فلو قرأنا من أول العمود مثلا: ال؛ تقرأء بحسب السطور عرضا (الحمد لله) وإذا قرأنا (أل) مع ما تحتها في نفس العمود؛ تقرأ (ال كتاب) وفي السطر الثاني تقرأ كلمة (كتاب) مع ما بعدها عرضا (كتاب الطهارة) وهكذا في سائر الأعمدة.

### طريقة القراءة
طريقة قراءة الكتاب إما: على حسب السطور (عرضاً) بدءاً من أول السطر في اليمين، وانتهاءً بآخر السطر في اليسار، وهذه الطريقة هي الأصل في وضعية الكتاب، وإما: بالقراءة المعترضة عمودياً من أعلى للأسفل.
فإذا قرئ من اليمين لليسار فهو علم الفقه، وإذا قرئ عمودياً أعطى قراءة نوع آخر من العلوم، وعدد الأعمدة في الكتاب أربعة، كل واحد منها يأخذ كلمات أو حروف مقطعة (من نفس محتوى الكتاب الذي يقرأ فقهاً) تتجه بالقراءةِ عمودياً من أعلى لأسفل، ويتكون من قراءتها بهذه الطريقة محتوى مختلفا؛ فالأعمدة تأخذ محتوياتها من تقاطعات الكتاب.

## عنوان الشرف الوافي
وهذا الكتاب مخطوط بطريقة مبتكرة على غير مثال سابق في العالم بحيث يكون كل كتاب عمودياً كما هو ظاهرٌ في الصورة بلون مختلف فلو قرأت كل لون عموديا تحصل على كتاب لكل لون ولو قرأت الأسطر أفقياً تحصل على كتاب واحد ومع الصورة مرفقة صفحة من الكتاب للتوضيح
مثال من الكتاب عبارة عن
صفحة واحدة  فقط لمحاولة التعريف بالفكرة
الحمد لله ولي
الحمد ومستحقه الذي لا يــقوم 
بحمده أحد من خلقه وأشهد أن لـا
معبود للخلق إلا الله
ولا إله لهم سواه وصـلى الله على سيد البشر
رســول
ربنا ما رفع منار
حق فلمع وأضاء نور علم وســطع 
اعلم أن العلم مصـباح
تستضيء به الأمة قد
حمده الله واثنى عليه وأشرف ما
استفتح من العـلوم علــم
الفقه فمن صـام
وصلى فضرورته إليه ومن عامل ونكح 
وطلق فهو كل عليه فلا بـــد
للعباد مما حفظ
الله به عليهم أركان الإسلام كالحج والصلاة
والصيام وهو منقول ومعقول
يعسر تحصـيله
على الأنام إلا بعلماء أعــلام يدلونهم
على الحــلال والحــرام وكل
فضل يروى عن سنةمحمد نبيه
المختار من الـبــرية ورسوله المبـعوث بأكرم سجيه
هذا نعته وصفته
وآله أهل الله وخاصته بهم تُحفظ شريعة
محمد وسنته اللهم اجعلنا
إليك هادين لا ضالين
ولا مضلين وادخلنا فـي رحمتك أجمعين
وبعد فهذا كتاب جليل
كتبته لم أســبق
بعد إليه ألفته مختصرا في الفقه
فان أعـان الله وتم حينئذ
امره على هذا
فهذه نعمة من الله لا يوفي شكرها
قول ولا عمل رصعته بمعاني
بديعة بليغة منها
نبذة من تاريخ الدولة الرسولية وشيء من
الكلام في معاني العربية بديع
وأحرف معدودة إذا
جمعتها من أوائل سطوره انتظمت عروضا فهذه
ثلاثة أشياء وعلم رابـع يحصل
جمعه من آخر كل سطر
وطرفه في علم القوافــي فاتفقت هذه
وهي خمسـة علوم
من تأمــلها عجب
اخترعتها لا على منوال ورسـمت لها مراسم
على غير مثال فجاء مفقها
وجاء مؤدبــا وجاء
مؤرخا (كتاب الطهارة) الماء طهور وطاهر
ونجس فاسم الطهور حاصل 
لكل ماء باق على صفته
دون غيره ونعني بالطـاهر ما استعمل في
فعل الطهارة أو خالط طاهرا
افحش تغيره وليس
له إليه حاجة تغير بالنجاسة تنجسر
وحرّم استعماله ولو كثر وإن
ناله ولم يغيره فعند
أئمة العلماء نجس ما دون القلتين والمــعروف
ان المشمس يُكره للإنسان
الـاستعمال له في جميع
الزمن وقيل في الصيف خاصة
(باب الآنية)
والاستعمال للطاهر منها ليس محرما
سواء كانت خشبا أو
عظما إلا من النقدين ويكره التصبيب بهما إلا برسم
الحــاجة إذا قل
لكنه وإن كــان
ملوما فطهارته تصح وإن تنجــس بعضها ولم
يعرف توظــأ بما قدم
(إلخ . . . . . حتى نهاية الكتاب
بالصفحة رقم 214)